# Johann Gottfried Müller
Johann Gottfried Müller (* 18. Mai 1757 in Ebersbach/Sa.; † 24. Juni 1832 in Leipzig) war ein deutscher Rechtswissenschaftler.

## Leben
Müller besuchte 1770 das Gymnasium in Löbau und studierte seit 1777 an der Universität Leipzig. Die ersten vier Jahre widmete er sich den theologischen Wissenschaften bei Samuel Friedrich Nathanael Morus, Johann Friedrich Burscher, Johann August Dathe und Johann August Ernesti. 1781 wechselte er zum Studium der Rechtswissenschaften, erwarb sich 1789 den akademischen Grad eines Magisters der Philosophie und promovierte im selben Jahr zum Doktor der Rechte.
In der Folge war er in Leipzig als Privatdozent tätig, wurde als Kollegiat am großen Fürstenkollegium aufgenommen, war 1795 außerordentlicher Professor der Rechte und hielt Vorträge über Institutionen, Kirchen- und Lehnrecht. 1803 wurde er Assessor am Oberhofgericht, war 1818 ordentlicher Professor des Lehnsrechts und 1821 Professor für Römisches Recht (Kanonisches Recht).
Damit verbunden war er königlich-sächsischer Oberhofgerichtsrat, Senior des großen Fürstenkollegiums und 1813 Assessor der juristischen Fakultät geworden. Zudem beteiligte sich Müller auch an den organisatorischen Aufgaben der Leipziger Hochschule und war in den Wintersemestern 1820, 1822, 1824, 1826, 1828, sowie im Sommersemester 1828 Rektor der Alma Mater.

## Werke (Auswahl)
- Diss. (Praes. D. Rau) de legato debiti. Leipzig 1788
- Diss. Historico – polit. Super jure primariarum precum ejusque exercitio. P. 1.2. Leipzig 1789
- Super jure primarium precum ejusque exercitio Specimina III. Leipzig 1795
- Francesco Maria Pagano’s Versuche über den bürgerlichen Lauf der Nationen, oder über den Ursprung, Fortgang und Verfall der bürgerlichen Gesellschaften. Aus dem italienischen übersetzt. 2. Teile Halle und Leipzig 1801
- Institutiones juris feudalis Lusatiae superioris. Part I. Leipzig 1818
- Com. Jur Sax. De ambitu nonae decisionis noviss. Leipzig 1821
- Progr. de usu juris romani circa causas Feudales in jure Longobardico receptas. Com. I. 1821, Com. II, 1826
- Progr. Discussio quaestionis: civitas num ecclesia subsit civitati. Leipzig 1823
- Progr. De usuris quaestio: usuram praemissarum cursus an per moram debitoris sortem stato tempore non solventis impediatur? Leipzig 1823
- Progr. De usuris quaestio: pecunia creditori de bonis a debitore cessis ante eorum distributionem in antecessum soluta, num in dubio, in sortem an in usuras residuas sit imputanda? Leipzig 1823